# 전대초등학교
전대초등학교는 대한민국 충청남도 당진시 송악읍 전대리에 있는 공립 초등학교이다.

## 학교 연혁
- 1963년 3월 1일 송악국민학교 전대분실 인가
- 1967년 9월 1일 송악국민학교 전대분교장으로 승격
- 1968년 9월 1일 전대국민학교로 개교
- 1984년 3월 5일 병설유치원 개원
- 1996년 3월 1일 전대초등학교로 명칭 변경
- 2000년 3월 1일 당진교육청 지정 환경보전시험학교
- 2002년 3월 1일 당진교육청 지정 유치원시험학교
- 2004년 3월 1일 당진교육청 지정 독서연구시범학교
- 2006년 4월 1일 당진교육청 지정 기초학력자율시범학교
- 2017년 2월 10일 제49회 졸업(1,899명)
- 2017년 3월 1일 초등학교 6학급 인가, 병설유치원 1학급 인가

## 참고 자료
- 전대초등학교 - 한국교육학술정보원 학교알리미